# Ovenna agonchae
Ovenna agonchae är en fjärilsart som beskrevs av Carl Plötz 1880. Ovenna agonchae ingår i släktet Ovenna och familjen björnspinnare. Inga underarter finns listade i Catalogue of Life.